# Otto Hunte
Otto Joachim Gottlieb Hunte (Hamburgo, Reino de Sajonia, Alemania, 9 de enero de 1881; Potsdam, Alemania, 28 de diciembre de 1960) fue un diseñador de producción, director de artístico y decorador de escenarios alemán. 

## Biografía
Asistió a la Escuela de Artes Aplicadas de Hamburgo y luego trabajó como pintor de decoración teatral para la compañía berlinesa Hartwig & Co a partir de 1900. Después de la Primera Guerra Mundial, en la que Hunte sirvió en el frente de 1914 a 1918, trabajó a partir de 1919 en la productora de Joe May como diseñador de vestuario y escenografía. Diseñó los escenarios de las series de dos partes Die Spinnen (1919) y Das indische Grabmal (1921) y, junto con Karl Vollbrecht, Martin Jacoby-Boy y Erich Kettelhut, diseñó los decorados de la serie de películas de aventuras Die Herrin der Welt (1919). 
En la década de 1920 trabajó junto con sus colegas Erich Kettelhut, Karl Vollbrecht, Emil Hasler y Victor Trivas. Hunte fue corresponsable de los edificios de la mayoría de las películas de Fritz Lang en Alemania. Partiendo del estilo expresionista, especialmente del diseño de luces y sombras, encontró cada vez más diseños de interiores que se adaptaban al material cinematográfico. Su obra más importante fueron los edificios para Metrópolis (1926). Si bien pudo basar su trabajo anterior en modelos ya existentes, logró encontrar “el estilo arquitectónico de la futura ciudad ‘Metropolis’ […] sólo en su propia imaginación”. Siendo el líder del equipo, creó  con Erich Kettelhut y Karl Vollbrecht imágenes que todavía hoy influyen en los debates sobre arquitectura.  Para crear el telón de fondo de la gigantesca ciudad del futuro, Hunte utilizó el llamado efecto Schüfftan, un truco de cámara-espejo que permite combinar personas y objetos reales con modelos. La "Nueva Torre de Babel" de 500 metros de altura que aparece en la película, se construyó como modelo en miniatura y, mediante técnicas engañosas, se colocó detrás del tráfico real a gran escala junto con otros edificios como telón de fondo. Para el lugar de la catástrofe hídrica se utilizó un depósito de 1.600 metros cúbicos construido por Hunte. 
Para el mundo imaginario de Los nibelungos (1922-24) diseñó, entre otras cosas, un bosque artificial con árboles de nueve metros de altura y un dragón móvil de 21 metros de largo. Para los entornos individuales de la historia, Hunte se inspiró en varios estilos arquitectónicos de diferentes épocas. 
El ángel azul de Josef von Sternberg de 1929 fue la primera película sonora en la carrera de Hunte. El principal desafío fue la nueva acústica del telón de fondo y la decoración que había que tener en cuenta. Al principio, Sternberg no quería contratar a Hunte como arquitecto, por lo que la dirección de Ufa cuestionó su colaboración con el director, sobre todo debido a la destacada posición de Hunte en la organización. 
Al igual que Karl Vollbrecht, Otto Hunte participó en la producción de El judío Suß (1940) de Veit Harlan, fue además uno de los principales escenógrafos durante la era nazi y participó en muchas películas de entretenimiento de Robert A. Stemmle, Günther Rittau y Paul Verhoeven.  Hunte fue uno de los muchos ex artistas de la UFA que después de la Segunda Guerra Mundial se unieron al recién fundado DEFA Studio en Babelsberg en 1946. Junto con el escenógrafo Bruno Monden, trabajó en la primera película alemana de posguerra, Die Mörder sind unter uns, de Wolfgang Staudte. Hunte había trabajado anteriormente con Staudte en la historia policial de 1944 El hombre cuyo nombre fue robado, que fue prohibida por los nazis. El equipo de Hunte-Monden también utilizó los escombros del Berlín devastado por la guerra para sus intrigantes decorados. También trabajaron en la película de la DEFA Razzia, ambientada en el mercado negro de Berlín de la posguerra. Esta fue la última producción de Hunte antes de retirarse en 1947.  Debido al cine sonoro, la arquitectura cinematográfica perdió importancia y el lenguaje comenzó a prevalecer sobre la imagen. En la memoria sólo quedan sus escenarios de la época del cine mudo. 
El Museo del Cine Alemán (Deutsches Filmmuseum) de Fráncfort del Meno adquirió en 1990 una colección de 104 diseños originales de Hunte. En 1997, el museo le dedicó, junto con el director de producción Hans Poelzig y el arquitecto y guionista Walter Reimann, una exposición especial con el título: "Hunte, Poelzig, Reimann: arquitectura clásica del cine alemán". 

## Filmografía (selección)
- 1919: La señora del mundo (Die Herrin der Welt)
- 1919: Las arañas, 1.ª parte - El lago de oro (Die Spinnen)
- 1920: La imagen errante (Das wandernde Bild)
- 1921: La dura prueba de Inge Krafft (Der Leidensweg der Inge Krafft)
- 1921: Mamá joven (Junge Mama)
- 1921: La tumba india (Das indische Grabmal)
- 1922: El doctor Mabuse (Dr. Mabuse, der Spieler)
- 1924: Los nibelungos (Die Nibelungen (1924))
- 1926: Metrópolis
- 1927: El amor de Jeanne Ney (Die Liebe der Jeanne Ney)
- 1928: Spione
- 1929: Frau im Mond
- 1930: El ángel azul (Der blaue Engel)
- 1930: Los tres de la gasolinera (Die Drei von der Tankstelle)
- 1931: La secretaria privada (Die Privatsekretärin)
- 1931:... ¿¡y eso es lo principal!? (… und das ist die Hauptsache!?)
- 1931: Por la longitud de una nariz (Um eine Nasenlänge)
- 1932: Bajo una bandera falsa ((Unter falscher Flagge))
- 1932: Los Orlov (Der Orlow)
- 1932: Yo de día y tú de noche (Ich bei Tag und Du bei Nacht)
- 1932: Se abre una puerta (Eine Tür geht auf)
- 1934: Oro (Gold)
- 1934: El matrimonio inglés (Die englische Heirat)
- 1934: Amor, muerte y el diablo (Liebe, Tod und Teufel)
- 1935: El dominó verde (Der grüne Domino)
- 1936: Donogoo Tonka
- 1936: Ciudad de Anatol (Stadt Anatol)
- 1937: El hombre que fue Sherlock Holmes
- 1937: Disputa por el niño Jo (Streit um den Knaben Jo)
- 1937: Siete bofetadas (Sieben Ohrfeigen)
- 1938: Por un hilo (Am seidenen Faden)
- 1939: Hombre por hombre (Mann für Mann)
- 1939: La canción del desierto (Das Lied der Wüste)
- 1940: El judío Suß
- 1941: …cabalga por Alemania (… reitet für Deutschland)
- 1942: Ataque a Bakú (Anschlag auf Baku)
- 1943: El corazón viejo vuelve a ser joven (Altes Herz wird wieder jung)
- 1943: El Sr. Sanders vive peligrosamente (Herr Sanders lebt gefährlich)
- 1944: El hombre cuyo nombre fue robado (Der Mann, dem man den Namen stahl)
- 1945: La pira funeraria (Der Scheiterhaufen)
- 1946: Die Mörder sind unter uns
- 1947: Razzia